# Дубок (зупинний пункт)
Дубо́к (біл. Дубо́к) — пасажирський залізничний зупинний пункт Берестейського відділення Білоруської залізниці на лінії Хотислав — Берестя-Центральний між зупинними пунктами Борова  (3,9 км) та Жемчужина (1,3 км). Розташований за 1,9 км на південний схід від села Підлісся-Кам'янецьке Берестейського району Брестейської області.

## Пасажирське сполучення
Пасажирське сполучення здійснюється регіональними поїздами економ-класу за напрямком Берестя-Центральний — Хотислав.